# Élection présidentielle mauritanienne de 2014
L'élection présidentielle mauritanienne de 2014 s'est tenue le 21 juin 2014 en Mauritanie, le président sortant, Mohamed Ould Abdel Aziz, a été réélu.

## Contexte
L'élection est boycottée par la quasi-totalité des partis de l'opposition au pouvoir, qui dénoncent la mainmise des militaires et un recensement fait au profit du candidat sortant. Les seuls autres candidats sont Biram Ould Dah Ould Abeid, un inscrit sans étiquette, son parti luttant contre l'esclavage en Mauritanie n'ayant pas été autorisé, Boidiel Ould Houmeid, un ancien ministre, Ibrahima Moctar Sarr, représentant la communauté négro-africaine et Lalla Mariem Mint Moulaye Idriss, proche du pouvoir.

## Mode de scrutin
Le président mauritanien est élu au scrutin uninominal majoritaire à deux tours pour un mandat de cinq ans renouvelable une seule fois. Si aucun candidat ne recueille la majorité absolue des suffrages exprimés au premier tour, un second est convoqué deux semaines plus tard.

## Résultats
| Candidats                 | Candidats                        | Partis                    | Votes     | %     |
| ------------------------- | -------------------------------- | ------------------------- | --------- | ----- |
|                           | Mohamed Ould Abdel Aziz          | UPR                       | 577 995   | 81,89 |
|                           | Biram Dah Abeid                  | IRA                       | 61 218    | 8,67  |
|                           | Boïdiel Ould Houmeit             | PEDS                      | 31 773    | 4,50  |
|                           | Ibrahima Moctar Sarr             | AJD                       | 31,368    | 4,44  |
|                           | Lalla Mariam Bint Moulaye Idriss | Ind.                      | 3 434     | 0,49  |
|                           |                                  |                           |           |       |
| Votes valides             | Votes valides                    | Votes valides             | 705 788   | 94,12 |
| Votes blancs ou invalides | Votes blancs ou invalides        | Votes blancs ou invalides | 44 077    | 5,88  |
| Total                     | Total                            | Total                     | 749 865   | 100   |
| Abstention                | Abstention                       | Abstention                | 578 303   | 45,54 |
| Inscrits / Participation  | Inscrits / Participation         | Inscrits / Participation  | 1 328 168 | 56,46 |

## Analyse
Mohamed Ould Abdel Aziz est réélu au premier tour avec 81,89 % des voix. Il est suivi par Biram Ould Dah Ould Abeid, candidat anti-esclavagiste dont la  deuxième place avec 8,67 % des votes provoque la surprise, puis par Boidiel Ould Houmeid, avec 4,50 % des voix, Ibrahima Moctar Sarr (4,44 %) et enfin Lalla Mariem Mint Moulaye Idriss, avec 0,49 %. Le taux de participation est de 54 %.